# Rokietnica (gmina w województwie wielkopolskim)
Rokietnica – gmina wiejska w województwie wielkopolskim, w powiecie poznańskim. W latach 1975–1998 gmina położona była w województwie poznańskim.
Siedziba gminy to Rokietnica.
Według danych z 30 czerwca 2004 gminę zamieszkiwało 8706 osób. W 2008 roku do gminy dołączył 10 000. mieszkaniec, natomiast w 2009 r. populacja gminy przekroczyła 11 000 mieszkańców. Wpływ ma na to migracja ludności z Poznania do terenów podmiejskich. Liczba podmiotów działających w Rokietnicy – 1361 (stan na koniec sierpnia 2009).
Z gminy Rokietnica pochodzi Jacek Kortus, pianista, laureat wyróżnienia na XV Międzynarodowym Konkursie Pianistycznym im. Fryderyka Chopina.

## Demografia

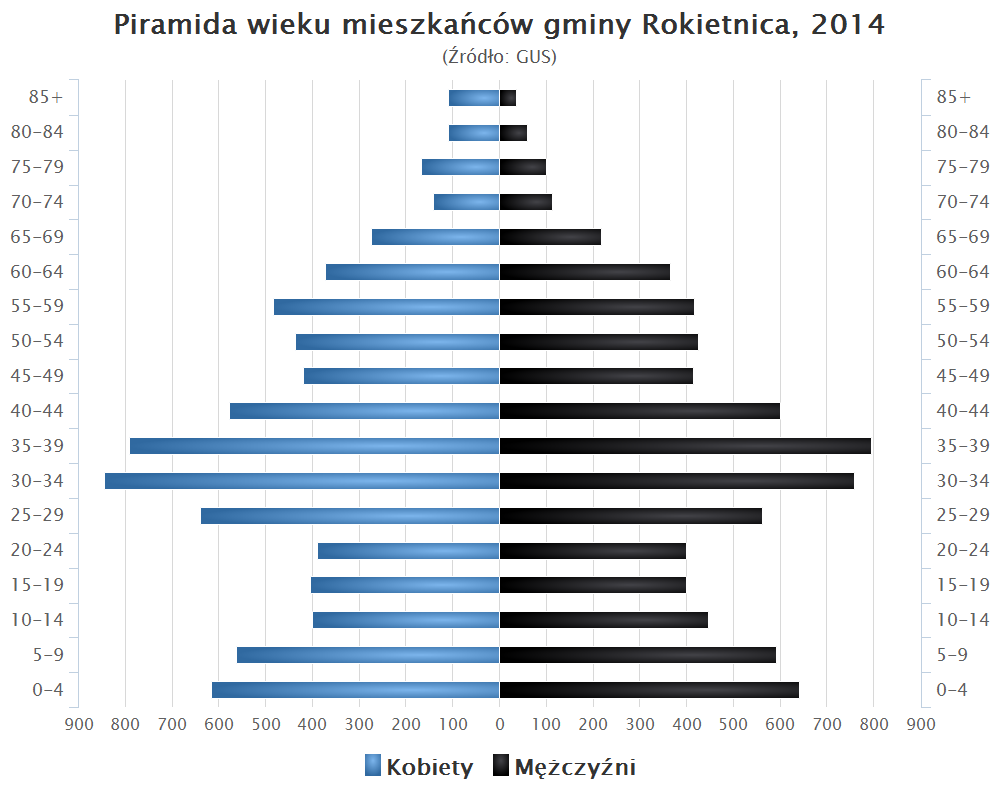
Piramida wieku mieszkańców gminy Rokietnica w 2014 roku

## Historia
Pierwsze ślady osadnictwa w rejonie Rokietnicy pochodzą z okresu kultury łużyckiej – ok. 1000 lat p.n.e. W dokumentach najwcześniej pojawia się jednak nazwa wsi Krzyszkowo – tam w 1157 roku książę Bolesław Kędzierzawy złożył hołd lenny cesarzowi Fryderykowi Barbarossie.
Sama Rokietnica pojawia się w dokumentach w roku 1253, kiedy to książę Przemysł I nadał wieś w posiadanie klasztorowi w Obrze. W okresie od 1253 do 1400 roku w aktach odnotowano istnienie Cerekwicy, Bytkowa, Kiekrza, Napachania, Starzyn i Żydowa.
W następnych dwustu latach można dowiedzieć się o istnieniu Mrowina i Dalekiego. W latach 1600–1800 pojawiły się wzmianki o Przybrodzie. Najmłodszą osadą jest Rogierówko, które w roku 1830 założył Roger Raczyński.
Okoliczne ziemie w większości należały do rodu Nałęczów. W ich posiadaniu były wsie: Cerekwica, Kiekrz, Napachanie, Sobota i Żydowo. Z biegiem czasu posiadłości okolic Rokietnicy przejęli dziedzice Szamotuł: Szamotulscy, Górkowie i Ostrorogowie.
Rokietnica rozwój zawdzięcza przebiegającej od 1848 roku linii kolejowej z Poznania do Stargardu i Szczecina. Dzięki niej okoliczne majątki otrzymały możliwości transportu i sprzedaży swoich towarów, a ludność dodatkowe zatrudnienie.
Kiekrz należał do rodziny Kierskich, którzy gospodarowali w nim do XVII wieku. Po II wojnie światowej powstał tam Ośrodek Rehabilitacji dla Dzieci.
Napachanie do końca XVII w. utrzymało swój samorząd z sołtysem na czele. Syn sołtysa został profesorem Uniwersytetu Krakowskiego i trzykrotnie był wybrany rektorem tej uczelni.
Mrowino stanowiło królewszczyznę. Na jej terenie powstały folwarki: Zmysłowo, Kokoszczyn i Przybroda.

## Struktura powierzchni
Według danych z roku 2002 gmina Rokietnica ma obszar 79,31 km², w tym:
- użytki rolne: 83%
- użytki leśne: 8%

Gmina stanowi 4,18% powierzchni powiatu.

## Rumpuć
Od 2008 roku cykliczną imprezą w gminie jest „Rumpuć” pod hasłem „Rokietnica zaprasza Wielkopolan na Rumpuć”, odbywający się w pierwszą sobotę września. Celem imprezy jest propagowanie wielkopolskich zwyczajów; sołectwa wsi mają swoje wystawy, na których można kupić wyroby własnej roboty. Centralnym miejscem jest wielki garnek zupy (rumpucia), której każdy może spróbować, oraz scena, na której występują gwiazdy wieczoru. W 2008 roku była to Ewelina Flinta, w 2009 – Patrycja Markowska, a w 2010 – Andrzej Piasek Piaseczny.

## Sąsiednie gminy
Kaźmierz, Oborniki, Poznań, Suchy Las, Szamotuły, Tarnowo Podgórne